# Clenira Michel
Clenira Michel (Porto Alegre, 15 de março de 1924 — São Paulo, 17 de março de 2014) foi uma atriz brasileira. Começou na Rádio América, depois de ter trabalhado no jornal “A Época” e na empresa Light and Power.
Começou na Rádio Tupi e depois foi para a Televisão Tupi onde permaneceu por mais de vinte e cinco anos fazendo de teleteatros a novelas. Participou do TV de Comédia e do TV de Vanguarda e também de novelas, a última foi na novela A Leoa no SBT.
Clenira também escreveu para programas humorísticos de rádio e televisão. Um deles foi o Alma da Terra, em que ela fazia o papel de Nhá Serena e contracenava com o humorista Saracura.
No início dos anos 2000 ela se aposentou e passou a se dedicar às artes plásticas.
Clenira Michel teve duas filhas:
Jussania Michel Valesca e Jussara Michel Valesca
E netos:
Rodrigo Luis Michel Minghelli, Rovena Michel Minghelli, etc.
E bisnetos: 
Luciana Moreno Minghelli, Luana Moreno Minghelli, etc.

## Filmografia

### Televisão
| Ano  | Título                    | Personagem                      |
| ---- | ------------------------- | ------------------------------- |
| 1982 | A Leoa                    | Clarice                         |
| 1982 | Destino                   | Dinorá                          |
| 1975 | O Sheik de Ipanema        | Niroca                          |
| 1975 | O Machão                  | Zozó (Zoraida)                  |
| 1973 | Rosa dos Ventos           | Carmem                          |
| 1972 | Vitória Bonelli           | Dona Pura                       |
| 1970 | Gordinha                  | Ana Lúcia (Analu)               |
| 1970 | Simplesmente Maria        | —                               |
| 1970 | João Juca Jr.             | —                               |
| 1968 | Antônio Maria             | —                               |
| 1967 | Meu Filho, Minha Vida     | Mrs. Linton                     |
| 1967 | Yoshico, Um Poema de Amor | Ioiô                            |
| 1966 | Calúnia                   | Adélia                          |
| 1966 | O Anjo e o Vagabundo      | Marieta                         |
| 1965 | O Mestiço                 | Francisca                       |
| 1964 | O Direito de Nascer       | Condessa Victória de Monteverde |
| 1952 | A Viúva Alegre            | Olga                            |

### Cinema
| Ano  | Título                      | Personagem     |
| ---- | --------------------------- | -------------- |
| 1984 | A Volta do Jeca             | Mulher do Jeca |
| 1974 | O Super Manso               | Tia Virgínia   |
| 1972 | O Jeca e o Bode             | Helena         |
| 1971 | No Rancho Fundo             | Nhá Serena     |
| 1970 | Sertão em Festa             | Nhá Serena     |
| 1965 | Quatro Brasileiros em Paris | Avó            |
| 1964 | O Homem das Encrencas       | —              |
| 1962 | O Vendedor de Linguiça      | Vizinha        |
| 1958 | Chofer de Praça             | —              |